# Fire Emblem: Ankoku Ryū to Hikari no Tsurugi
Fire Emblem: Ankoku Ryū to Hikari no Tsurugi (ファイアーエムブレム　暗黒竜と光の剣 Fire Emblem: Los Dragones de las Sombras y la Espada de Luz?) es un videojuego de rol táctico para la Famicom, desarrollado por Intelligent Systems y Nintendo R&D 1 y publicado por Nintendo. Es el primer juego de la saga Fire Emblem. El juego gira en torno a batallas tácticas en mapas basados en cuadrículas, con las unidades derrotadas sujetas a muerte permanente.
Su desarrollo comenzó en 1987 y fue concebido por el diseñador y escritor Shōzō Kaga: quería combinar los elementos estratégicos de Famicom Wars con los personajes y la historia de un videojuego de rol. Keisuke Terasaki actuó como director y Gunpei Yokoi como productor, mientras que la música fue compuesta por Yuka Tsujiyoko. Si bien las ventas iniciales y la recepción crítica fueron mediocres, luego se haría popular con el lanzamiento de la serie Fire Emblem. Más tarde se le atribuiría al juego la popularización del género de juegos de rol tácticos en general.
Para celebrar el 30 aniversario de la franquicia se lanzó una versión localizada al inglés de este título, el cual estuvo disponible por tiempo limitado desde el 4 de diciembre de 2020 hasta el 1 de abril de 2021, después de esa fecha ya no es posible adquirir este título.

## Sistema de juego
Este juego fue uno de los primeros juegos del género de estrategia por turnos que se lanzó en consolas. El juego toma prestados algunas características de rol de juegos como Dragon Quest, siendo uno de los iniciadores del rol táctico en los videojuegos. A continuación se muestra una lista de características que diferencian a este de sus secuelas:
- No se dibuja el rango de movimiento que tiene cada unidad; el usuario debe probar con el cursor para saber la distancia a la que puede moverse.

- Los personajes sólo pueden cargar con cuatro armas u objetos. Estos no pueden intercambiarse entre las diferentes unidades. El jugador puede otorgar algún arma u objeto en cada turno, haciendo que la unidad destinataria pierda la oportunidad de moverse hasta el próximo turno.

- Las armas y objetos pueden almacenarse en tiendas (similar al método de Fire Emblem 7), costando 10 de oro el depositar algo. No se puede comprar nada si se tienen cuatro objetos de carga y no se puede enviar directamente a la tienda para almacenar. Sin embargo, sí que se puede almacenar directamente cualquier objeto que obtengamos de un enemigo derrotado.

- Este es el único Fire Emblem en el que el estoque puede comprarse en una armería normal.

- Las unidades de curación (como los clérigos) sólo ganan experiencia si son atacados por un enemigo.

- Los Jinetes de Pegasos se convierten en Caballeros de Dragón cuando evolucionan. Desde Fire Emblem: Seisen no Keifu, estas unidades son clases completamente diferentes. Aunque esto volvió a ser parecido (no exactamente) en Fire Emblem: The Sacred Stones.

- No existe el triángulo de armas, para determinar cuál es más efectiva en un duelo, sino que cada una tiene sus características. Por ejemplo, la mayoría de hachas y lanzas son más poderosas, pero menos precisas que las espadas.

- Muchas clases, como guerreros, ladrones, comandos, entre otros, no pueden evolucionar.

- Los castillos sólo ocupan un espacio, lo que significa que el jefe enemigo puede ser rodeado y atacado por cuatro personajes diferentes en un mismo turno.

## Argumento
Marth es príncipe de Altea y descendiente directo de Anri, el guerrero que mató al dragón oscuro Medeus. Después de un ataque desde el vecino reino de Dolua, Marth es obligado a exiliarse a la nación de Talis. Su hermana Ellis es hecha prisionera tras haber sido asesinado su padre en la lucha contra el malvado sacerdote Garnef. Con la ayuda del caballero alteano Jeigan, la princesa Sheeda de Talisian y otros, Marth marcha en busca de la espada sagrada conocida como Falchion y del Emblema de Fuego que le permitirá blandirla. Sólo entonces será posible enfrentarse a Garnef y al resucitado Medeus, para recuperar su reino y rescatar a su hermana.

## Secuela
- Este juego fue adaptado cuatro años después a la consola Super Famicom (SNES en occidente) incluyendo a su vez una secuela. El juego se titulaba Fire Emblem: Monshō no Nazo (El misterio del emblema) y se dividía en dos libros, el libro uno, en el que se jugaba la nueva versión del juego de Famicom, y el libro dos, en el que se encontraba la secuela con una nueva historia relacionada.
- En verano de 2008 se lanza un remake de este primer juego para Nintendo DS, llamado en Occidente Fire Emblem: Shadow Dragon.

## Curiosidades
- Marth, el protagonista de este primer juego de la saga, aparecería años más tarde como luchador seleccionable en el juego Super Smash Bros. Melee, y posteriormente también en Super Smash Bros. Brawl y Super Smash Bros. para Nintendo 3DS y Wii U. Eso sí, primero debe ser desbloqueado, pues es uno de los personajes secretos.
- Debido a la gran popularidad del juego, fue adaptado tanto a un manga de 12 volúmenes publicado en la revista GFantasy, como a una serie de 2 ovas.